# Shai-Wildtierreservat
Koordinaten: 5° 54′ 53″ N, 0° 2′ 51″ O
Das Shai-Wildtierreservat (englisch Shai Hills Game Production Reserve) ist ein Tierreservat in Ghana. Das Reservat befindet sich im Süden des Landes, etwa 50 Kilometer (Luftlinie) nordöstlich der Hauptstadt Accra in der  Greater Accra Region.

## Beschreibung
Shai wurde 1971 gegründet, es liegt in einer markanten Hügellandschaft – den Shai Hills – in der Savanne und besitzt eine Größe von 4860 Hektar. Erwähnenswert sind einige Höhlen, die auch von archäologischer Bedeutung sind.
Im Reservat finden sich 31 Säugetierarten, 13 verschiedene Reptilienarten  und 175 Vogelarten. Die Moorantilope (Kobus kob) ist hierbei besonders erwähnenswert, da sie von den Shai, einer Ethnie, die vor 100 Jahren vertrieben wurde, als heiliges Tier angesehen wurden.
Archäologische Funde im Freiland und den bereits erwähnten Höhlen weisen frühe Siedlungsplätze des Menschen und inzwischen in der Region verschwundene Tierarten – beispielsweise Büffel nach.